# 興覚寺
興覚寺（こうがくじ）は、大阪府堺市堺区櫛屋町東にある日蓮宗の寺院である。山号は圓光山という。旧本山は京都日蓮宗本山妙覚寺、奠師法縁。
近隣には月蔵寺などがある。

## 歴史
徳治2年（1307年）開創。境内庭園前に勧請されている「慈母観世音菩薩」への信仰が盛んで「水子供養の寺」「堺東納骨所」で有名。
大曼荼羅御本尊・釈迦牟尼仏・法華経・日蓮大菩薩他が勧請されている。京都日蓮宗本山妙覚寺の末寺。
興覚寺開創は徳治2年(1307年)。明治27年（1894年）本堂改築。昭和3年（1928年）3月焼失。同年6月、26世高木日亮上人本堂再建。昭和20年（1945年）7月戦禍にて全焼。昭和26年（1951年）27世高木日明上人が仮本堂を建立。28世南條日慈上人が昭和47年（1972年）鉄筋建て本堂を建立し復興した。平成19年(2007年)には大阪府下日蓮宗寺院僧侶出仕にて「興覚寺開創700年記念法要」が厳修される。
堺市主催の平成27年春季堺文化財特別公開にて興覚寺本堂等境内初公開。以降毎年春の公開寺院となっている。
南海高野線堺東駅下車徒歩8分

## 境内
- 本堂
- 山門
- 法喜堂
- 仏事会館孝徳殿
- 龍神
- 墓地
- 慈母観世音菩薩
- 十三重の塔
- ねころび地蔵
- やすらぎ地蔵
- 駐車場18台分

## 歴代
- 24世　本立院日惠上人
- 25世　一道院日騰上人
- 26世　尚道院日亮上人
- 27世　達心院日明上人
- 28世　孝徳院日慈上人
- 29世　顕徳院日誠上人

## 関連資料
- 和泉日蓮宗小史
- 奠師法縁史
- 堺市史第7巻
- 日蓮宗寺院大鑑